# Daniel Kaluuya
Daniel Kaluuya (* 24. února 1989 Londýn, Anglie, Spojené království) je britský herec a scenárista, který získal nominace na Oscara, Zlatý glóbus, Cenu Sdružení filmových a televizních herců a Filmovou cenu Britské akademie v kategoriích nejlepší mužský herecký výkon za roli Chrise Washingtona ve filmu Uteč (2017). V roce 2018 vyhrál cenu BAFTA v kategorii objev roku. V roce 2021 získal Oscara za nejlepší mužský výkon ve vedlejší roli.
Svojí kariéru však zahájil v divadle. Za roli v divadelní hře Sucker Punch získal ceny Evening Standard Award a Critics' Circle Theatre Award. Proslavil se však až díky výkonu v jednom z dílů seriálu Černé zrcadlo. Poté hrál Michaela Fryho v komediálním seriálu stanice BBC Psychoville a roli Michaela Armstronga v hororovém dramatickém seriálu stanice BBC Three The Fades. V roce 2011 se objevil v roli agenta Colina Tuckera ve filmu Johnny English se vrací a v roce 2013 v roli Blacka Deatha ve filmu Kick-Ass 2. V roce 2015 získal vedlejší roli ve filmu Denise Villeneuveho Sicario: Nájemný vrah. V roce 2018 představoval W'Kabiho v úspěšném filmu Ryana Cooglera Black Panther a objevil se ve filmu režiséra Steveho McQueena Vdovy. V roce 2021 ztvárnil Freda Hamptona, Černého pantera, ve snímku Judas and the Black Messiah. Za svůj výkon vyhrál Oscara, Zlatý glóbus a například cenu BAFTA.

## Životopis a kariéra
Kaluuya se narodil v roce 1989 v Londýně, je synem ugandských imigrantů. Navštěvoval chlapeckou školu St Aloysius College v Londýně.
V roce 006 se poprvé objevil v roli Reece v dramatickém filmu Shoot the Messenger. Připojil se k obsazení seriálu Skins. Pro seriál také pracoval jako pomocný scenárista a napsal scénář k jednomu dílu druhé řady „Jal“ a ve třetí řadě napsal scénář k dílu „Thomas“. Po seriálu Skins se objevil v několika hostujících rolích v seriálech jako Tichý svědek, ve speciálu Pána času: Planeta mrtvých a nebo Lewis. Dvakrát vystoupil ve sketchové show Mitchell and Webb Look a v show Harry and Paul. Svůj hlas propůjčil do rádiového sitcomu Sneakiepeeks.
V roce 2009 získal jednu z hlavních rolí v komedii stanice ITV FM a roli v komedii stanice BBC Psychoville. Na konci roku 2009 by jmenován magazínem Screen International jedním z budoucích hvězd Spojeného království. V roce 2010 si zahrál hlavní roli ve produkci Roye Williamse Sucker Punch v Divadle Royal Court v Londýně. Za roli získal cenu Evening Standard Award a Critics' Circle Theatre Award v kategoriích Nejlepší nováčkovský výkon.
V roce 2011 si zahrál hlavní roli v krátkometrážním filmu Daniela Mulloye Dítě, který získal cenu v kategorii nejlepší krátkometrážní film na Filmovém festivalu v Edinburghu a ceenu British Independent Film Award. V roce 2011 si zahrál v divadelní hře Chatroom. Zahrál si agenta Tuckera ve filmu Johnny English se vrací a roli Maca Armstronga v dramatu The Fades. Jednu z hlavních postav si zahrál v epizodě seriálu Černé zrcadlo. V září 2015 si zahrál FBI agenta Reggieho Wayne ve filmu Sicario: Nájemný vrah. 24. února 2017 měl premiéru hororový snímek Uteč, ve kterém hraje hlavní roli Chrise Washingtona. V prosinci 2016 byl obsazen do marvelovského filmu Black Panther, který měl premiéru v únoru 2018.

## Filmografie

### Film
| Rok  | Název                                | Role                                      | Poznámky |
| ---- | ------------------------------------ | ----------------------------------------- | --- |
| 2006 | Shoot the Messenger                  | Reece                                     | |
| 2007 | Much Ado About a Minor Ting          | Shocker                                   | |
| 2008 | Cass                                 | student                                   | |
| 2010 | Chatroom                             | Mo                                        | |
| 2010 | Baby                                 | Damon                                     | krátkometrážní film |
| 2011 | Johnny English se vrací              | speciální agent Tucker                    | |
| 2012 | Beginning                            | Stanley                                   | krátkometrážní film |
| 2013 | Chceš pěstí?                         | Juka                                      | |
| 2013 | Jonah                                | Mbwana                                    | krátkometrážní film |
| 2013 | Kick-Ass 2                           | Black Death                               | |
| 2015 | Sicario: Nájemný vrah                | Reggie Wayne                              | |
| 2017 | Uteč                                 | Chris Washington                          | |
| 2018 | Black Panther                        | W'Kabi                                    | |
| 2018 | Vdovy                                | Jatemme Manning                           | |
| 2019 | Queen & Slim                         | Slim                                      | |
| 2020 | A Christmas Carol                    | Duch současných Vánoc (hlas)              | |
| 2021 | Jidáš a černý mesiáš                 | Fred Hampton                              | Oscar za nejlepší mužský herecký výkon ve vedlejší roli Zlatý glóbus za nejlepší mužský herecký výkon ve vedlejší roli Cena BAFTA za nejlepší mužský herecký výkon ve vedlejší roli |
| 2022 | Nene                                 | James Haywood                             | |
| 2022 | Black Panther: Wakanda nechť žije    | W'Kabi                                    | |
| 2023 | Spider-Man: Napříč paralelními světy | Hobart "Hobie" Brown / Spider-Punk (hlas) | |

### Televize
| Rok       | Název                       | Role                    | Poznámky                      |
| --------- | --------------------------- | ----------------------- | ----------------------------- |
| 2007      | The Whistleblowers          | student                 | díl: „No Child Left Behind“   |
| 2007      | Comedy: Shuffle             | Dean                    | díl: „Brendon Burns“          |
| 2007–2009 | Skins                       | Posh Kenneth/DJ         | série 1 a 2; napsal 3 epizody |
| 2008      | Delta Forever               | Roger                   | díl: „Pilot“                  |
| 2008      | Tichý svědek                | Errol Harris            | díl: „Safe: Part 1“           |
| 2008–2009 | That Mitchell and Webb Look | různé postavy           | 2 epizody                     |
| 2009      | Pán času                    | Barclay                 | díl: „Planet of the Dead“     |
| 2009      | Lewis                       | Declan                  | díl: „Counter Culture Blues“  |
| 2009      | FM                          | Ades                    | 4 epizody                     |
| 2009      | The Philanthropist          |                         | díl: „Nigeria (Part 2)“       |
| 2009      | 10 Minute Tales             | voják                   | díl: „The Three Kings“        |
| 2009–2011 | Psychoville                 | Michael Fry (Tealeaf)   | 12 epizod                     |
| 2010      | Comedy Lab                  | Různé postavy           | díl: „Happy Finish“           |
| 2010–2012 | Harry and Paul              | pracovník na parkovišti | 5 epizod                      |
| 2011      | Coming Up                   | Micah                   | díl: „Micah“                  |
| 2011      | The Fades                   | Mac                     | hlavní role                   |
| 2011      | Černé zrcadlo               | Bing                    | díl: „Patnáct milionů meritů“ |
| 2011      | Random                      | bratr                   | televizní film                |
| 2014      | Babylon                     | Matt Coward             | 7 dílů                        |
| 2018      | Daleká cesta za domovem     | Bluebell (hlas)         | mini-seriál                   |

### Divadlo
| Rok  | Název                 | Role          | Poznámky |
| ---- | --------------------- | ------------- | -------- |
| 2016 | Blue/Orange           | Christopher   |          |
| 2013 | Trelawny of the Wells | Tom Wrench    |          |
| 2010 | Sucker Punch          | Leon Davidson |          |
| 2008 | Oxford Street         | Chlapec       |          |